# Gossau (Zurich)
Pour les articles homonymes, voir Gossau.
Gossau est une commune suisse du canton de Zurich.

Photo aérienne prise à 400 m par Walter Mittelholzer (1925).